# Gonatocerus sevae
Gonatocerus sevae is een vliesvleugelig insect uit de familie Mymaridae. De wetenschappelijke naam is voor het eerst geldig gepubliceerd in 1955 door Risbec.